# 派恩丘陵 (加利福尼亞州聖地牙哥縣)
派恩丘陵（英語：Pine Hills）是位於美國加利福尼亞州聖地牙哥縣的一個非建制地區。該地的面積和人口皆未知。

## 地理
派恩丘陵的座標為33°02′54″N 116°37′51″W / 33.04833°N 116.63083°W，而該地的平均海拔高度為1310米（即4300英尺）。